# Sangharakshita
Sangharákshita (Londres, 26 de agosto de 1925-Hereford, 30 de octubre de 2018) fue un religioso británico, fundador de la Comunidad Budista Triratna.

## Biografía
Nació con el nombre de Dennis Philip Edward Lingwood. Cuando tenía 15 años leyó varios textos budistas y se percató entonces de que «él era budista y siempre lo había sido...», ya que coincidía profundamente con lo que el budismo expresa de forma última. 
Poco tiempo después, fue enrolado en la Segunda Guerra Mundial y así fue como llegó a la India. Ahí, estuvo en contacto con diferentes maestros hinduistas y budistas. Más tarde se ordenaría en la escuela de budismo Theravada donde recibió su actual nombre de ordenación, el cual significa "protector de la Sangha". Así permaneció como monje en la India durante 20 años ininterrumpidamente.
Sangharákshita no sólo llegó a conocer profundamente la tradición en la que se ordenó, sino que también tuvo maestros de la tradición zen y del budismo tibetano. Posteriormente esto lo llevaría a hacer un énfasis en sus enseñanzas de la unidad implícita dentro de las diferentes escuelas en las que el budismo ha sido expresado a través de la historia. 
Durante los años sesenta algunos budistas ingleses le invitaron a regresar a Inglaterra. En cuanto llegó, reconoció que había mucho interés en las religiones orientales y decidió quedarse en occidente para enseñar el budismo. En 1968 fundó la Orden Budista Triratna (antigua Orden Budista Occidental) y la Comunidad Budista Triratna (antiguos Amigos de la Orden Budista Occidental), una orden y comunidad a cargo de centros de enseñanza, centros de retiro, negocios budistas de subsistencia correcta y comunidades residenciales ubicadas en más de 25 países dentro de Europa, Norteamérica, Latinoamérica, África y Australasia.
En agosto de 2000 Sangharákshita cumplió 75 años y escogió el día de su cumpleaños para traspasar a otros todas sus responsabilidades como cabeza de la Orden Budista Occidental. Se estableció en Birmingham (Inglaterra) y se dedicó a mantener contacto personal con sus discípulos. 
Una de sus labores más notables y apreciadas en la India, fue su trabajo en el movimiento que inició el doctor Ambedkar de hacer que los intocables (hinduistas que ocupan la casta más baja dentro de esa religión) se convirtieran al budismo. Hoy en día, gracias a este movimiento, millones de personas en la India se ven libres del discriminante y cruel sistema de división humana hinduista.

## Acusaciones de conducta sexual indebida
La figura de Sangharakshita ha estado envuelta en controversias debido a que, durante la década de 1970 y 1980, tuvo relaciones sexuales con algunos de sus discípulos. Estos eventos se hicieron públicos particularmente a raíz de un artículo que publicó el periódico inglés The Guardian, en 1997. Toda la actividad sexual en la vida de Sangharakshita fue con personas mayores de edad y la mayoría de ellas tuvieron un desenlace positivo. Sin embargo, hubo personas que tuvieron contacto sexual con Sangharakshita y que reportaron haberse sentido incomodos con esa experiencia. La Orden Budista Trirantna ha tomado estas denuncias de manera seria, ya que reconoce que la relación maestro – discípulo involucra una dinámica de poder y la actividad sexual en dichas circunstancias puede generar situaciones dolorosas.
En 2016 Sangharakshita publicó una disculpa pública en donde escribió:
Al ser yo su fundador, Triratna lleva a veces la marca no del Dharma sino de mi propia personalidad particular. Esa personalidad es compleja y en ciertos aspectos no actué de acuerdo con lo que exigía mi posición en el movimiento o incluso como un verdadero budista. En particular, pienso en las veces que he herido, dañado o molestado a compañeros budistas, ya sea dentro de Triratna o fuera de ella.
Estos pensamientos se han apoderado aún más de mí en el transcurso de la última semana, cuando estuve en el hospital con neumonía. Como bien sabía, la neumonía puede ser mortal para un hombre de mi edad y yo sabía que podía morir, aunque no tenía la sensación de estar muriendo, a pesar de estar muy enfermo.
Por tanto, quisiera expresar mi profundo pesar por todas las ocasiones en las que he herido, dañado o disgustado a compañeros budistas, y pedirles perdón.
Algunos años después confirmó que esta disculpa incluía la actividad sexual que había sostenido con algunos discípulos. 
Desde el año 2017 se creó un grupo de miembros de la Orden Budista Triratna quienes se han encargado de llevar a cabo una investigación para indagar el sentir de quienes tuvieron contacto sexual con Sangharakshita, así como implementar un proceso restaurativo con las personas que se sintieron dañadas o lastimadas. Se han elaborado reportes minuciosos donde se han juntado testimonios, respondido preguntas y explorado a profundidad todos los problemas éticos que han surgido en el pasado de dicha orden budista.

## Enlaces
Se puede descargar textos budistas gratis de Sangharakshita en:
- LibrosBudistas.com
- Sangharakshita.org (en inglés)
- Budismo.com
- Budismo-Valencia.com

- Datos: Q2164559
- Multimedia: Sangharakshita / Q2164559